# Doquz-Chatun

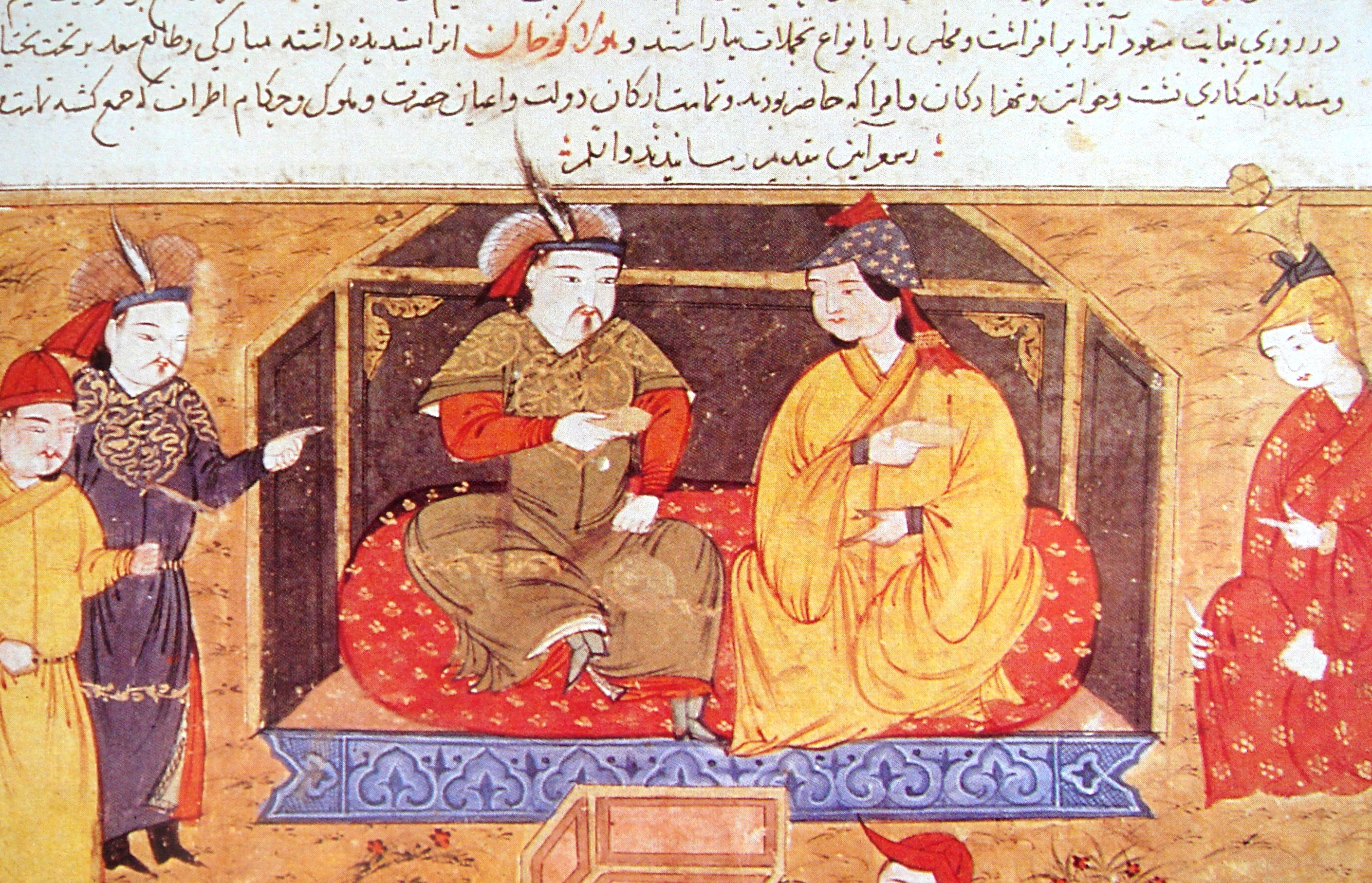
Hülegü zusammen mit Doquz-Chatun (Illustration aus Raschid ad-Dins Dschami at-tawarich)

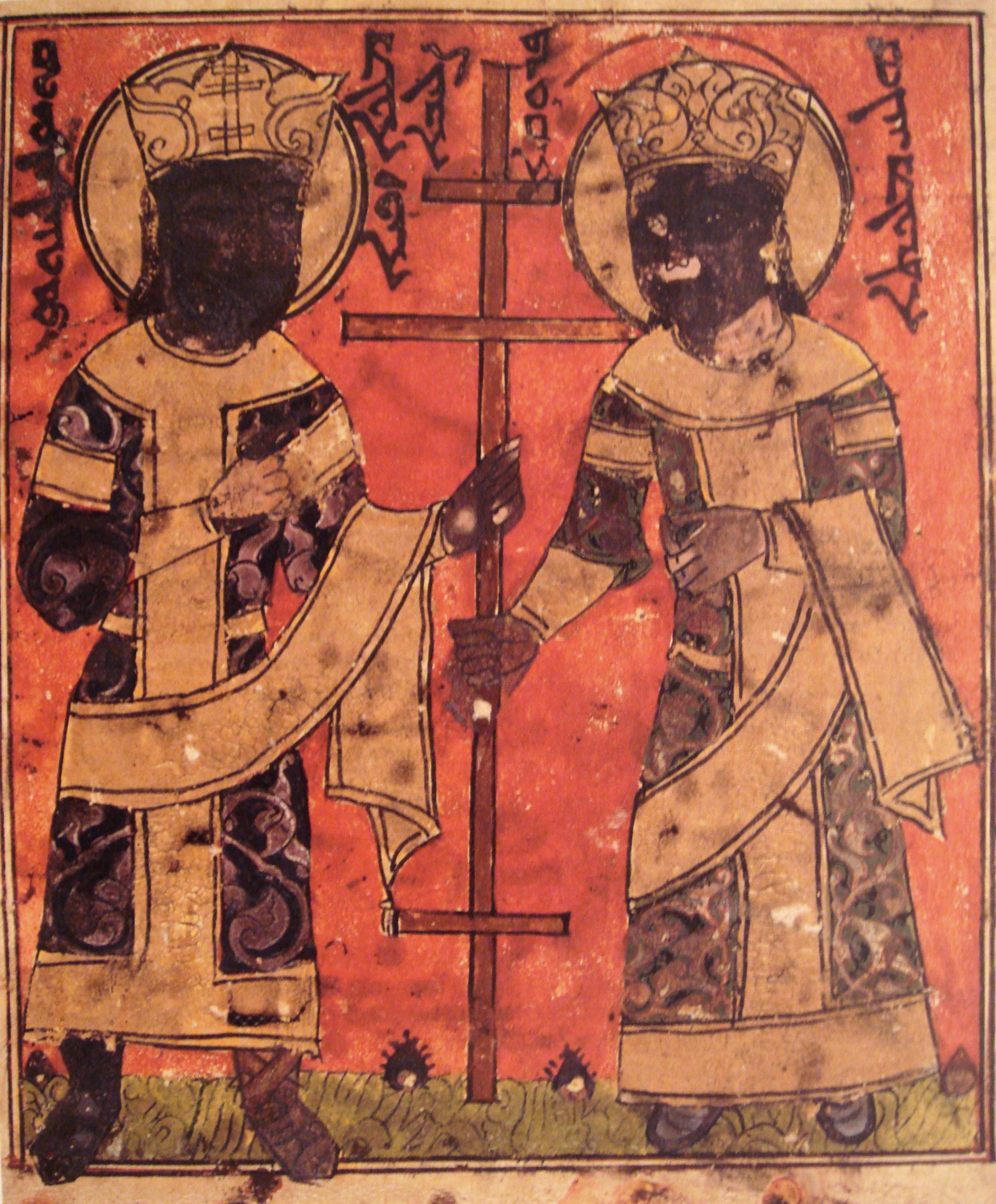
Hülegü mit Doquz-Chatun in einer syrischen Bibel

Doquz-Chatun (persisch دوقوز خاتون, DMG Doquz-Ḫatun, wohl „Pfauendame“; † 16. Juni 1265) war eine keraitische Prinzessin und die einflussreiche Hauptfrau des Mongolenherrschers Hülegü.
Sie war die Enkelin oder Nichte des Ong/Wang-Chans Toghril, dessen Stamm, die nestorianischen Keraiten, nahe dem heutigen Ulaanbaatar nomadisierte. Als Toghril 1203 von seinem einstigen Schützling Dschingis Khan besiegt und auf der Flucht getötet wurde, bestimmte der Mongolen-Chan Doquz-Chatun zur Ehefrau seines jüngsten Sohnes Tolui. Dieser starb jedoch im Jahre 1233, ohne dass die Ehe vollzogen worden war, weshalb Doquz-Chatun unter den Schutz und die Aufsicht von Toluis Sohn Hülegü kam. Beide heirateten im Zeitraum 1256–58 (auf Hülegüs Persien-Feldzug), bekamen aber keine gemeinsamen Kinder. Der Ilchan respektierte Doquz-Chatuns Meinung und Rat und verschonte z. B. die Christen nach der Eroberung Bagdads 1258. Als gläubige Christin führte Doquz-Chatun während Hülegüs Feldzügen eine mobile Kirche mit sich. Außerdem kümmerte sie sich sehr um die Kinder, die Hülegü von seinen Konkubinen hatte.

Doquz-Chatun starb nur vier Monate nach ihrem Ehemann; zuvor hatte sie dafür gesorgt, dass Abaqa seinem Vater Hülegü als Ilchan nachfolgen konnte.